# Mom (Fernsehserie)/Staffel 1
Die erste Staffel der US-amerikanischen Sitcom Mom feierte ihre Premiere am 23. September 2013 auf dem Sender CBS. Die deutschsprachige Erstausstrahlung wurde vom 2. September bis 18. November 2014 auf dem deutschen Free-TV-Sender ProSieben gesendet.

## Darsteller
| Figur                   | Darsteller              | Deutscher Sprecher         |
| ----------------------- | ----------------------- | -------------------------- |
| Christy Jolene Plunkett | Anna Faris              | Marie Bierstedt            |
| Bonnie Plunkett         | Allison Janney          | Traudel Haas               |
| Violet Plunkett         | Sadie Calvano           | Marie Christin Morgenstern |
| Gabriel                 | Nate Corddry            | Marius Götze-Clarén        |
| Baxter                  | Matt L. Jones           | Tommy Morgenstern          |
| Chef Rudy               | French Stewart          | Michael Pan                |
| Luke                    | Spencer Daniels         | Yoshi Grimm                |
| Roscoe Plunkett         | Blake Garrett Rosenthal | Carlos Fanselow            |
| Nebendarsteller         |                         |                            |
| Claudia                 | Courtney Henggeler      | Julia Kaufmann             |
| Paul                    | Reggie De Leon          | –                          |
| Marjorie Armstrong      | Mimi Kennedy            | Isabella Grothe            |
| Regina Thompkins        | Octavia Spencer         | Almut Zydra                |
| Alvin Biletnikoff       | Kevin Pollak            | Lutz Schnell               |
| Steve Casper            | Don McManus             | Detlef Bierstedt           |

## Episoden
| Nr. (ges.) | Nr. (St.) | Deutscher Titel                  | Originaltitel                                     | Erstausstrahlung USA | Deutschsprachige Erstausstrahlung (D) | Regie           | Drehbuch                                                                                         | Quoten (USA) |
| --- | --------- | -------------------------------- | ------------------------------------------------- | -------------------- | ------------------------------------- | --------------- | ------------------------------------------------------------------------------------------------ | ------------ |
| 1 | 1         | Neuanfang                        | Pilot                                             | 23. Sep. 2013        | 2. Sep. 2014                          | Pamela Fryman   | Chuck Lorre, Eddie Gorodetsky & Gemma Baker                                                      | 7,99 Mio.    |
| Christy, alleinerziehende Mutter von zwei Kindern von zwei Vätern, versucht nach ihrer Abhängigkeit von Alkohol und anderen Drogen, ihr Leben wieder in den Griff zu bekommen. Sie arbeitet als Kellnerin in einem Restaurant und hat ein Verhältnis mit ihrem Chef Gabriel. Als sie eines Abends nach Hause kommt, stellt sie fest, dass ihre 16-jährige Tochter Violet einen Freund hat und auch mit ihm schläft. An einem Treffen der Anonymen Alkoholiker trifft sie ihre Mutter Bonnie, von der sie seit über zwei Jahren nichts mehr gehört hat. Ihr Ex-Mann Baxter, der Vater ihres Sohnes Roscoe, zahlt keinen Unterhalt für ihn, weil er dauernd pleite ist und versucht sie noch anzupumpen, um Drogen zu kaufen. Christy erfährt von Bonnie, dass sie schon länger Kontakt zu Violet hat, auch dass sie bereits seit einem Jahr mit ihrem Freund Luke zusammen ist. Nach einem Streit mit ihrer Tochter entschuldigt sich Christy bei ihrer Mutter, die daraufhin bei ihr zu Hause auftaucht und beginnt, sich in ihr Leben einzumischen. Christy muss auch von Bonnie erfahren, dass Violet wahrscheinlich schwanger ist. |           |                                  |                                                   |                      |                                       |                 |                                                                                                  |              |
| 2 | 2         | Die bessere Mutter               | A Pee Stick and an Asian Raccoon                  | 30. Sep. 2013        | 2. Sep. 2014                          | Gary Halvorson  | Chuck Lorre & Eddie Gorodetsky Idee: Nick Bakay & Gemma Baker                                    | 7,00 Mio.    |
| Ein Schwangerschaftstest bringt die Bestätigung, Violet ist wirklich schwanger. Nach einer kurzen Bedenkzeit entscheidet sie sich, das Kind zu bekommen. Sie braucht aber die Unterstützung ihrer Mutter Christy. Die wiederum braucht deshalb die Unterstützung ihrer Mutter Bonnie. Zudem muss es Violet noch ihrem Freund Luke sagen, der manchmal ein wenig schwer von Begriff ist. Doch die drei Frauen sind sich sicher, wenn sie zusammenstehen, schaffen sie das. |           |                                  |                                                   |                      |                                       |                 |                                                                                                  |              |
| 3 | 3         | Das Date mit Adam                | A Small Nervous Meltdown and a Misplaced Fork     | 7. Okt. 2013         | 9. Sep. 2014                          | Gary Halvorson  | Nick Bakay & Gemma Baker Idee: Chuck Lorre & Eddie Gorodetsky                                    | 6,86 Mio.    |
| Christy lernt im Restaurant Adam (Justin Long) kennen und verabredet sich mit ihm für ein Date. Da es das erste Mal ist, seit sie trocken ist, ist sie dementsprechend nervös und gehemmt. Als es vor dem Essen um die Bestellung geht, muss Christy Adam gestehen, dass keinen Alkohol mehr trinkt, weil sie abhängig war. Daraufhin verlässt sie das Restaurant, doch Adam findet sie in ihrem Wagen. Als sie danach nach Hause geht, fährt sie Gabriel vor ihrem Haus an, der eifersüchtig auf sie gewartet hat. Bonnie hütet derweil Roscoe und spielt mit ihm Siebzehn und Vier um Geld. Bald ist der Junge pleite und als sein Vater zufällig vorbeikommt, versucht er ihn deswegen anzupumpen. Doch Baxter will selbst mitspielen und da bemerkt Roscoe, dass Bonnie beim Spielen geschummelt hat. |           |                                  |                                                   |                      |                                       |                 |                                                                                                  |              |
| 4 | 4         | Wut im Bauch                     | Loathing and Tube Socks                           | 14. Okt. 2013        | 9. Sep. 2014                          | Jeff Greenstein | Chuck Lorre & Nick Bakay Idee: Eddie Gorodetsky & Gemma Baker                                    | 7,44 Mio.    |
| Christy geht es nicht gut, alle scheinen sich gegen sie verschworen zu haben. Sie hat Probleme mit ihrer Mutter, ihren Kindern, beim Einkaufen und im Restaurant. Beim Treffen der Anonymen Alkoholiker kommt sie mit Marjorie ins Gespräch und erzählt ihr über ihre Sorgen. Marjorie gibt ihr den Rat, sich zu überlegen, ob es wirklich immer an den anderen liegt, oder vielleicht an einem selbst. Daraufhin geht Christy in sich und stellt fest, dass es wahr ist. Sie beginnt sich zu entschuldigen und bekommt dafür Verständnis von allen Seiten. Als sie beim nächsten Treffen Marjorie über ihre Erfahrungen berichtet kommt ihre Mutter dazu, dabei stellt sich heraus, dass Marjorie und Bonnie sich schon länger kennen müssen und nicht gut aufeinander zu sprechen sind. |           |                                  |                                                   |                      |                                       |                 |                                                                                                  |              |
| 5 | 5         | Drei Frauen und ein Bett         | Six Thousand Bootleg T-Shirts and a Prada Handbag | 21. Okt. 2013        | 16. Sep. 2014                         | James Widdoes   | Eddie Gorodetsky & Gemma Baker Idee: Chuck Lorre & Nick Bakay                                    | 7,28 Mio.    |
| Christys Wagen hat eine Panne und sie hat kein Geld um die Reparatur zu bezahlen. Sie fragt Baxter, ob er ihr die geliehenen 3000 Dollar zurückgeben kann, er hat sie jedoch in ein Projekt mit gefälschtem Viagra aus Mexiko investiert, die er auf Golfplätzen verkaufen will. Beim Treffen der Anonymen Alkoholiker lernt Christy Regina kennen, die scheinbar in Schwierigkeiten steckt. Sie lädt sie deshalb zu sich nach Hause ein und bietet ihr an, hier zu übernachten. Dabei stellt sich heraus, dass Regina ihre Anleger um viel Geld betrogen hat und wahrscheinlich von der Polizei gesucht wird. Sie bietet Christy Geld an, damit sie ihre Reparatur bezahlen kann, da es aber gestohlenes Geld ist, will sie es nicht. Am nächsten Tag kommt Baxter vorbei und bringt ihr das geliehene Geld, sein Plan hat funktioniert. |           |                                  |                                                   |                      |                                       |                 |                                                                                                  |              |
| 6 | 6         | Hüttenzauber                     | Abstinence and Pudding                            | 28. Okt. 2013        | 16. Sep. 2014                         | Jeff Greenstein | Chuck Lorre & Eddie Gorodetsky Idee: Nick Bakay & Gemma Baker                                    | 6,64 Mio.    |
| Als sich Christy wieder mit Adam trifft, verabreden sie sich für eine Wanderung. Sie möchte die Beziehung langsam angehen und findet Unterstützung bei Marjorie. Bonnie hat aber ein anderes Verständnis für langsam und mischt sich auch ein. Als sie bei der Wanderung von einem Gewitter überrascht werden, flüchten sie in eine Hütte. Christy ist hin- und hergerissen, ob sie es nun wirklich noch langsam angehen will. Violet hat ein Problem mit Luke, er will nicht mehr mit ihr schlafen, weil er Angst hat, er könnte das Embryo verletzen. Sie fragt ihre Mutter um Rat, wie sie es Luke erklären soll, dass es nichts macht, aber Christy hat selbst Probleme dies ihrer Tochter zu erklären. |           |                                  |                                                   |                      |                                       |                 |                                                                                                  |              |
| 7 | 7         | Wechseljahre                     | Estrogen and a Hearty Breakfast                   | 4. Nov. 2013         | 23. Sep. 2014                         | James Widdoes   | Chuck Lorre, Nick Bakay & Alissa Neubauer Idee: Eddie Gorodetsky & Gemma Baker                   | 7,38 Mio.    |
| Bonnie ruft Christy mitten in der Nacht an, weil sie meint sie sei schwanger. Aber nach einer Untersuchung beim Frauenarzt am nächsten Morgen zeigt sich, dass sie in den Wechseljahren ist. Dies macht ihr schwer zu schaffen. Auch ein kurzes Abenteuer mit einem Motorradfahrer hilft ihr nicht weiter. Schließlich findet sie eine neue Rolle für sich als treusorgende Großmutter und Mutter. Christy muss von Violet erfahren, dass Luke seinen Eltern noch nichts über die Schwangerschaft gesagt hat. Sie lädt sie deshalb zu sich ein, um mit ihnen darüber zu sprechen, stellt aber fest, dass Lukes Eltern ziemlich altmodisch sind. Erst als Luke und Violet davonlaufen, realisiert Lukes Vater, dass sein Sohn seine Unterstützung braucht. |           |                                  |                                                   |                      |                                       |                 |                                                                                                  |              |
| 8 | 8         | Verliebt und verloren            | Big Sur and Strawberry Lube                       | 11. Nov. 2013        | 23. Sep. 2014                         | Jeff Greenstein | Nick Bakay, Gemma Baker & Christine Zander Idee: Chuck Lorre, Eddie Gorodetsky & Alissa Neubauer | 6,96 Mio.    |
| Adam lädt Christy für ein Wochenende nach Big Sur ein, wo ein Freund heiraten wird. Christy wird deswegen sehr nervös, weil sie weiß, dass sie dann das erste Mal Sex haben werden. Doch als es dann soweit ist, versucht sie zu flüchten, weil sie festgestellt hat, dass sie noch nicht für eine Beziehung bereit ist. Claudia glaubt, dass Gabriel sie betrügt und spricht mit Christy darüber. Sie weiß nicht, was sie sagen soll, da sie ja ein Verhältnis mit ihm hatte. Doch er schafft es, die Bedenken von Claudia zu zerstreuen und redet ihr ein, sie habe ein Alkoholproblem. Sie sucht Hilfe bei Christy, weil Gabriel ihr erzählte, dass sie dasselbe Problem hatte. |           |                                  |                                                   |                      |                                       |                 |                                                                                                  |              |
| 9 | 9         | Therapiestunde                   | Zombies and Cobb Salad                            | 18. Nov. 2013        | 30. Sep. 2014                         | Betsy Thomas    | Chuck Lorre, Eddie Gorodetsky & Gemma Baker Idee: Nick Bakay, Christine Zander & Alissa Neubauer | 6,82 Mio.    |
| Bonnie hat ihre Arbeit und ihre Wohnung verloren und weiß nicht mehr weiter. Mitten in der Nacht klettert sie betrunken durch das Fenster ins Schlafzimmer von Christy. Sie ist stinksauer auf ihre Mutter und bittet Marjorie und Regina um Hilfe. Doch Bonnie erkennt zunächst den Ernst der Lage nicht und suhlt sich in Selbstmitleid. Erst als ihr klar wird, wie sehr sie ihre Tochter enttäuscht hat, versucht sie es wiedergutzumachen. Dazu braucht sie aber auch die Zustimmung von Christy. |           |                                  |                                                   |                      |                                       |                 |                                                                                                  |              |
| 10 | 10        | Der Ex-Mann in der Einfahrt      | Belgian Waffles and Bathroom Privileges           | 25. Nov. 2013        | 30. Sep. 2014                         | Jeff Greenstein | Eddie Gorodetsky, Nick Bakay & Gemma Baker Idee: Chuck Lorre, Christine Zander & Alissa Neubauer | 7,36 Mio.    |
| Bonnie tut alles um das Vertrauen von Christy zurückzugewinnen, sie macht Frühstück, kümmert sich um Violet und Roscoe und die Wäsche. Doch Christy hat nun ein anderes Problem, ihr fehlt das Chaos in ihrem Leben. Dafür sorgt dann Baxter, der mit seinem Van in der Auffahrt vor dem Haus campieren will, weil eine keine Wohnung mehr hat. Als Christy ihn draußen besucht, haben sie spontan Sex miteinander. Doch die Freude ist nur von kurzer Dauer. Als die Polizei vor dem Haus vorfährt meint Christy sie kommen wegen Baxter, doch es ist Bonnie, die flieht. Als sie mit Baxter darüber sprechen will, muss sie feststellen, dass er eine andere Frau zu Besuch hat. |           |                                  |                                                   |                      |                                       |                 |                                                                                                  |              |
| 11 | 11        | Krebs und Katzen                 | Cotton Candy and Blended Fish                     | 2. Dez. 2013         | 14. Okt. 2014                         | Jeff Greenstein | Eddie Gorodetsky & Nick Bakay Idee: Chuck Lorre, Gemma Baker & Alissa Neubauer                   | 7,68 Mio.    |
| Als Christy und Bonnie von Marjorie erfahren, dass sie Brustkrebs hat, können sie zunächst nur schwer damit umgehen. Während Christy alles versucht um Marjorie zu helfen, versucht Bonnie alles so normal wie möglich zu lassen. Zudem besucht Christy Marjories Sohn Jerry um ihn über die Krankheit seiner Mutter zu informieren. Er will aber nichts mehr mit ihr zu tun haben. Christy redet ihm ins Gewissen, dass man in solchen Situationen zusammenhalten muss, sie hat dasselbe mit ihrer Mutter erlebt. Schließlich meldet sich Jerry mit einer SMS bei seiner Mutter. Violet hat ein Problem damit, dass sie während der Schwangerschaft nicht mehr sexy aussieht, weil ihr die engen Jeans nicht mehr passen. |           |                                  |                                                   |                      |                                       |                 |                                                                                                  |              |
| 12 | 12        | Eine kulinarische Affäre         | Corned Beef and Handcuffs                         | 16. Dez. 2013        | 14. Okt. 2014                         | Jon Cryer       | Chuck Lorre, Nick Bakay & Alissa Neubauer Idee: Eddie Gorodetsky, Gemma Baker & Christine Zander | 7,44 Mio.    |
| Christy und Bonnie treffen zufällig den Chefkoch Rudy aus Christys Restaurant, worauf Bonnie Interesse an ihm zeigt und die Funken sprühen lässt. Nachdem die beiden eine heiße Nacht miteinander verbracht haben, geht Bonnie fest davon aus, dass zwischen ihr und Rudy etwas Besonderes läuft. Als Christy jedoch mit Rudy über die Nacht mit ihrer Mutter spricht, macht er ihr klar, dass er nichts für ihre Mutter empfindet. Als Bonnie dies erfährt, macht sie sich auf zu Rudys Wohnung und zerstört seine Weinsammlung, um es ihm heimzuzahlen. Der sexsüchtige Rudy findet Bonnies Leidenschaft jedoch anziehend, und die beiden verbringen eine weitere Nacht miteinander. |           |                                  |                                                   |                      |                                       |                 |                                                                                                  |              |
| 13 | 13        | Ohne Hilfe geht es nicht         | Hot Soup and Shingles                             | 13. Jan. 2014        | 21. Okt. 2014                         | Anthony Rich    | Eddie Gorodetsky & Nick Bakay Idee: Chuck Lorre & Hayley Mortison                                | 8,50 Mio.    |
| Christy ist im Regen ausgerutscht und hat sich dabei den Fuß verletzt. Da sie nun nicht mehr so beweglich ist, bittet sie ihren Ex-Mann Baxter, ihr Dach zu reparieren, da es durch den Regen undicht geworden ist. Als sie mit ihrem verstauchten Fuß aufs Dach klettert, um nach dem Rechten zu sehen, kippt die Leiter um, und Christy verletzt sich auch noch an der Hand. Da Christy jedoch nicht auf ihren Lohn verzichten will, geht sie trotz ihrer Verletzungen zur Arbeit, von der sie jedoch wieder weggeschickt wird, da sie keine Bestellungen mehr richtig servieren kann. In ihrer Hilflosigkeit macht Christy ihre Mutter für alles verantwortlich, die sich jedoch hilfsbereit zeigt, worauf die beiden sich wieder versöhnen. |           |                                  |                                                   |                      |                                       |                 |                                                                                                  |              |
| 14 | 14        | Der Amnestie-Pakt                | Leather Cribs and Medieval Rack                   | 20. Jan. 2014        | 21. Okt. 2014                         | Ted Wass        | Chuck Lorre, Nick Bakay & Gemma Baker Idee: Eddie Gorodetsky, Alissa Neubauer & Sheldon Bull     | 8,27 Mio.    |
| Bonnie, die seit mehreren Monaten auf der Couch schläft, findet heraus, dass diese ausklappbar ist, woraufhin sie kein Wort mehr mit Christy spricht. Als Christy wiederum herausfindet, dass Bonnie 4000 Dollar mit sich herumträgt, reden die beiden miteinander und beschließen, einander alles zu verraten, was sie bis dahin verheimlicht haben. Im Verlauf des Gespräches erzählt Bonnie ihrer Tochter, dass deren Vater kein Unbekannter ist, sondern ein Autohausbesitzer, der ganz in der Nähe wohnt. Da Christy sich schon immer einen Vater gewünscht hat, kann sie es kaum erwarten, ihn kennenzulernen. Als sie jedoch vor ihm steht, verlässt sie der Mut, und sie erzählt ihm nicht, dass sie seine Tochter ist. |           |                                  |                                                   |                      |                                       |                 |                                                                                                  |              |
| 15 | 15        | Mein geliebter Rabenvater        | Fireballs and Bullet Holes                        | 27. Jan. 2014        | 28. Okt. 2014                         | Ted Wass        | Eddie Gorodetsky, Alissa Neubauer & Marco Pennette Idee: Chuck Lorre & Nick Bakay                | 9,58 Mio.    |
| Nachdem Christy es beim ersten Mal nicht geschafft hat, Alvin zu erzählen, dass er ihr Vater ist, beschließt sie, sich ein zweites Mal zu ihm zu begeben und diesmal die Wahrheit zu sagen. Als Alvin erfährt, dass er eine Tochter hat, reagiert er zunächst verstört und abweisend, doch ringt sich nach einiger Zeit dazu durch, seiner neuen Familie von Christy zu erzählen. Zur Versöhnung mit Christy schenkt er ihr ein Auto und stellt sie ihren Brüdern vor. |           |                                  |                                                   |                      |                                       |                 |                                                                                                  |              |
| 16 | 16        | Heißer als die Feuerwehr erlaubt | Nietzsche and a Beer Run                          | 3. Feb. 2014         | 28. Okt. 2014                         | Ted Wass        | Eddie Gorodetsky, Nick Bakay & Gemma Baker Idee: Chuck Lorre                                     | 9,12 Mio.    |
| Christy lernt auf der Arbeit David kennen, der sie durch einen Charmanten Trick dazu bringt, mit ihm nach Hause zu gehen. David, der Feuerwehrmann ist und einen Doktor in Philosophie hat, ist in Christys Augen ein wahrer Traumtyp, bis auf die Tatsache, dass er eine Schwäche für Partys, Alkohol und anderen Drogen hat. Nachdem die beiden eine Nacht miteinander verbracht haben, nimmt Christy sich vor, sich nicht noch einmal mit ihm zu treffen, damit sie selbst nicht wieder alkoholabhängig wird. Dieses Vorhaben scheitert jedoch schnell, da sie die Hände nicht von ihm lassen kann. |           |                                  |                                                   |                      |                                       |                 |                                                                                                  |              |
| 17 | 17        | Eine Fürsprecherin für Regina    | Jail, Jail and Japanese Porn                      | 24. Feb. 2014        | 4. Nov. 2014                          | James Widdoes   | Nick Bakay, Alissa Neubauer & Marco Pennette Idee: Chuck Lorre & Eddie Gorodetsky                | 7,25 Mio.    |
| Damit Christy mehr Zeit mit ihrem Freund David verbringen kann, vernachlässigt sie ihre Familie und ihren Job. Als sie David dabei erwischt, wie er eine andere Frau küsst, ist sie tief verletzt, und verpasst beinahe den Gerichtstermin ihrer Freundin Regina, bei dem sie als Fürsprecherin für sie aussagen soll. Als sie dennoch gestresst bei dem Gerichtstermin auftaucht, erzählt sie den Richter von ihren Problemen, und verbessert somit Reginas Lage nicht. Regina wird für schuldig gesprochen, und zu vier Jahren Haft verurteilt. |           |                                  |                                                   |                      |                                       |                 |                                                                                                  |              |
| 18 | 18        | Baby Blues                       | Sonograms and Tube Tops                           | 3. März 2014         | 4. Nov. 2014                          | Jeff Greenstein | Chuck Lorre, Eddie Gorodetsky & Marco Pennette Idee: Nick Bakay, Gemma Baker & Sheldon Bull      | 8,42 Mio.    |
| Violet verlassen ihr mütterlichen Gefühle kurz vor der Geburt, und sie überlegt sich, das Kind zur Adoption frei zu geben. Christy will davon aber nichts wissen, und organisiert ein Baby-Party für Violet. Bonnie ist derweil auf Jobsuche, und lässt sich beim Arbeitsamt beraten. Dank ihres guten Verhandlungsgeschicks, schafft sie es ihren Berater beim Arbeitsamt als Klienten für ihre Lebensberatung zu gewinnen. |           |                                  |                                                   |                      |                                       |                 |                                                                                                  |              |
| 19 | 19        | Ab in den Knast                  | Toilet Wine and the Earl of Sandwich              | 17. März 2014        | 11. Nov. 2014                         | Jeff Greenstein | Gemma Baker & Alissa Neubauer Idee: Chuck Lorre                                                  | 7,05 Mio.    |
| Bevor Regina ins Gefängnis muss, treffen sich Marjorie, Bonnie, Christy und sie noch zu einem Abschiedsessen in Christys Restaurant. Als Bonnie und Christy am nächsten Tag aufbrechen wollen, um gemeinsam mit Marjorie Regina zum Gefängnis zu fahren, taucht Alvin zu einem spontanen Besuch auf. Er bleibt dann trotzdem und lernt seine Enkel kennen. Während er zu Roscoe schnell einen Draht findet ist Violet sehr abweisend zu ihm, zumal er ihr wegen der Adoption ins Gewissen reden will. Unterwegs fragt Marjorie Regina, ob sie sich noch von ihrem Sohn verabschieden konnte. Aber ihr Mann hat ihr den Umgang verboten. Da sie in der Nähe wohnen, machen die vier Frauen einen Abstecher und mit einer List können sie Regina die Möglichkeit geben, sich doch noch von ihrem Sohn zu verabschieden. Roscoe muss von Alvin erfahren, dass Violet ihr Kind zu Adoption freigibt und ist enttäuscht darüber, dass er nun nicht Onkel wird. |           |                                  |                                                   |                      |                                       |                 |                                                                                                  |              |
| 20 | 20        | Die perfekten Eltern             | Clumsy Monkeys and a Tilted Uterus                | 24. März 2014        | 11. Nov. 2014                         | Jeff Greenstein | Alissa Neubauer & Marco Pennette Idee: Chuck Lorre & Gemma Baker                                 | 7,35 Mio.    |
| Violet ist auf der Suche nach den passenden Adoptiveltern und findet in den Unterlagen ein Paar, welches ihr sehr sympathisch scheint. Christy und Bonnie lernen am Treffen der AA Steve kennen der Anwalt ist und ihnen Unterstützung in der Adoptionssache zusichert. Als erstes gilt es, die Zustimmung des Vaters zu bekommen. Aber Violet hat keinen Kontakt mehr zu Luke. So geht Christy bei ihm auf der Arbeit vorbei, um mit ihm zu sprechen. Kurz darauf taucht er wirklich auf, als das Paar, welches das Baby adoptieren will, zu Besuch ist. Er meint jedoch, er könne das nicht und läuft davon. Violet ist verzweifelt, doch Luke überlegt es sich doch noch anders und unterschreibt die Verzichtsvereinbarung. Damit steht einer Adoption nichts mehr im Weg. |           |                                  |                                                   |                      |                                       |                 |                                                                                                  |              |
| 21 | 21        | Was sich hasst, das liebt sich   | Broken Dreams and Blocked Arteries                | 31. März 2014        | 18. Nov. 2014                         | James Widdoes   | Chuck Lorre & Eddie Gorodetsky Idee: Nick Bakay & Marco Pennette                                 | 7,27 Mio.    |
| Christy und Bonnie suchen für Violet ein Kleid für den Abschlussball, aber zunächst gefällt ihr nichts. Alvin verspricht ihr eine schicke Limousine für die Fahrt zum Ball, Bonnie findet, er wolle sich nur bei seiner Enkelin gut stellen. Als es dann soweit ist, will Violet doch nicht gehen, weil sie ständig furzen muss. Aber auch dafür haben Christy und Bonnie eine Lösung. Als auf dem Ball die ersten Wehen einsetzen, eilt sie zusammen mit Luke ins Krankenhaus. Bonnie und Christy wollen auch hin, aber Christy findet ihren Autoschlüssel nicht. So zertrümmert Bonnie die Scheibe des Wagens mit einem Baseballschläger, genau in dem Moment, als Christy den Schlüssel doch noch findet. Die Wehen waren aber ein falscher Alarm und alle kehren nach Hause zurück. Als Alvin sich den Schaden am Wagen ansieht, beginnt Bonnie mit ihm zu streiten. Er bricht zusammen und im Krankenhaus stellt sich heraus, dass er einen leichten Herzinfarkt hatte. Da sich jemand um Alvin kümmern muss, bittet Christy Bonnie darum, doch sie will nicht. Da merkt Christy, dass Bonnie immer noch in Alvin verliebt ist.  |           |                                  |                                                   |                      |                                       |                 |                                                                                                  |              |
| 22 | 22        | Ende gut, alles gut              | Smokey Taylor and a Deathbed Confession           | 14. Apr. 2014        | 18. Nov. 2014                         | Jeff Greenstein | Chuck Lorre & Alissa Neubauer Idee: Gemma Baker & Marco Pennette                                 | 6,86 Mio.    |
| Alvin liegt immer noch im Krankenhaus, Bonnie will nicht zugeben, dass Christy Recht hat. Wieder zu Hause wartet Violet schon auf sie, weil ihre Fruchtblase geplatzt ist. So bringen sie sie auch ins Krankenhaus, während Christy sich um Violet kümmert, geht Bonnie erneut zu Alvin. Er bittet sie um Entschuldigung für das was in der Vergangenheit passiert ist, sie ziert sich aber noch. Violet macht das ganze Krankenhaus verrückt und will davonlaufen. Bonnie vergibt Alvin und sie küssen sich innig. Luke ist in der Zwischenzeit auch eingetroffen, findet aber Violet nicht, weil er high ist. Während der Geburt sagt Violet plötzlich, sie wolle das Kind nun doch behalten. Christy will es den Adoptiveltern sagen, doch Bonnie kommt dazu, weil sich Violet schon wieder anders entschieden hat. Roscoe ist immer noch traurig weil er nicht Onkel wird. Sein Vater muss ihn trösten und erzählt ihm, dass auch bei ihm nicht alles rund gelaufen ist. Als das Baby da ist – ein Mädchen – nimmt es Violet in den Arm, um sich von ihm zu verabschieden.                                                        |           |                                  |                                                   |                      |                                       |                 |                                                                                                  |              |

## DVD-Veröffentlichung
In den Vereinigten Staaten wurde die DVD zur ersten Staffel am 23. September 2014 veröffentlicht. In Deutschland ist die DVD zur ersten Staffel am 4. Dezember 2014 erschienen.